# 4-oxalocrotonato tautomerase
A 4-oxalocrotonato tautomerase (EC 5.3.2.-4-OT) é uma enzima que faz a conversão de 2-hidroximuconato em 2-oxo-3-hexenedioato (uma cetona αβ-insaturada). Esta enzima faz parte da via metabólica bacteriana que cataboliza ixidativamente o tolueno, o p-xileno, o 3-etiltolueno e o 1,2,4-trimetilbenzeno, em intermediários do ciclo do ácido cítrico
É um monómero com apenas 62 resíduos de aminoácidos. É pois uma das mais pequenas subunidades enzimáticas conhecidas. No entanto, em solução, a enzima forma um pentâmero de cinco subunidades idênticas, de maneira a que o sítio activo é formado por resíduos de aminoácidos de várias subunidades.